# ライフガード (飲料)

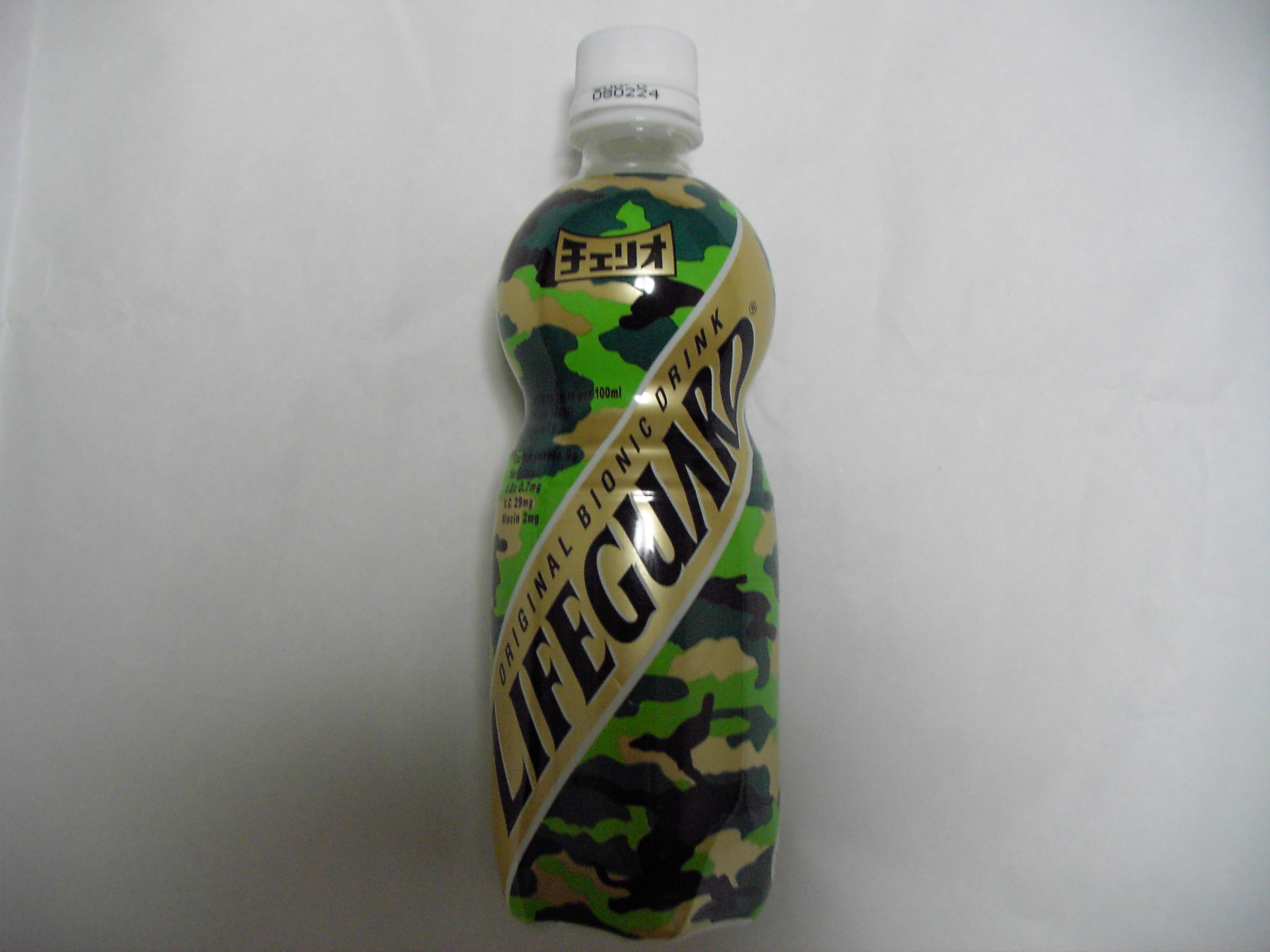
ライフガードフルラベルPETタイプ

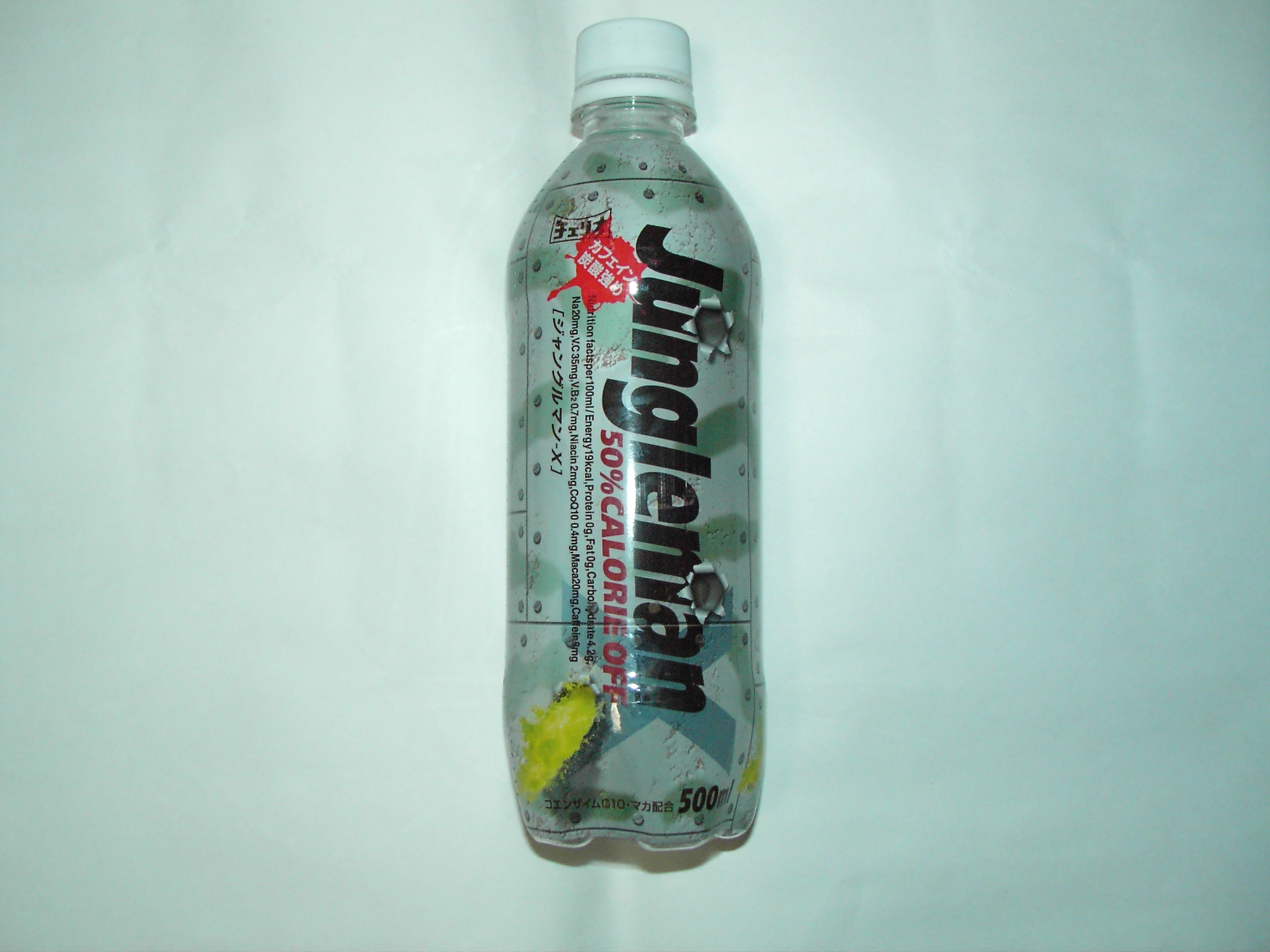
ライフガードジャングルマンX

ライフガード（LIFEGUARD ）とは、株式会社チェリオコーポレーションが販売、一部製造している炭酸飲料である。ビタミンとアミノ酸を豊富に配合し、メーカーはバイオニック（超生命体）飲料と称している。
1986年（昭和61年）販売開始。オロナミンCの系統に属するフォロワー商品の1つだが、350ml缶や500mlペットボトルなど同ジャンル飲料での大容量化に先鞭をつけた。カモフラージュ柄を前面に押し出し、ファッション性の高い飲料として、若者を中心に現代に至るまでロングセラー商品として人気を得ている。

## 歴史
- 1986年（昭和61年） - 販売開始。テレビドラマ・コンバット!のサンダース軍曹のヘルメットをイメージしたもので、製造部長の進言により、微炭酸を入れることになった[1]。
- 1990年（平成2年） - 当時の清涼飲料水は缶や瓶が主流だったが、いち早く500mlペットボトルを採用。香港の飲料メーカーに製造を委託、輸入という形態で国内での販売をしていた（1995年まで）。
- 1996年（平成8年） - 国内での生産をスタートし、パッケージを変更。
- 2002年（平成14年） - カラー（緑色）ボトルが使えなくなったため、フルシュリンク式（包装でボトル全体を包む）を採用[1]。また、コリスからライフガードガムが発売。
- 2003年（平成15年）
  - チェリオコーポレーションからライフガードゼリー、コリスからライフガードラムネが発売。
  - カネボウフーズからライフガードアイスバーが発売。
- 200X年 - サクマ製菓からライフガードキャンディが発売。
- 2004年（平成16年） - マスコットキャラクターの「ウサダー」登場。
- 2010年（平成22年） - ローヤルゼリーと蜂蜜を配合し、リニューアル。
- 2011年（平成23年） - 発売25周年企画として、アルコール飲料「ライフガードチューハイ」発売

## 派生商品

### ジャングルマンX
ライフガードが炭酸、カフェイン強めになった飲料。現在のところは500mlペットボトルのみの販売となっている。発売当初はライフガード ジャングルマンXという名称だったが、現在はライフガードの名前は外れている。多くの栄養価が含まれている。カフェインが多いことから、眠気覚ましには良いとされる。

### ライフガードX
エナジードリンクブームの日本上陸を受けて、2014年（平成26年）の試行販売を経て一般販売が開始された。チェリオ定番路線の低価格帯商品だが、従来のライフガードや既存のエナジードリンク競合製品とも一線を画す、スタイリッシュなパッケージデザインと個性的なフレーバーで独自性を打ち出している。

## マスコットキャラクター

### ウサダー
ウサダーは、株式会社チェリオコーポレーションの販売する飲料「ライフガード」のオリジナルキャラクター。
パッケージやノベルティなどに登場するマスコットキャラクター。英語表記はUSADARである。なお、ウサダーは種別であり、名前は「ライフガー」である。都内某所の鶏小屋で鶏の卵に混じって誕生し、ヒヨコたちと生活していたが、鶏小屋が閉鎖されることになり、仕方なくいろんなものに身を隠しながら流浪の旅をしている。